# Кузнецов, Валерий Григорьевич
Валерий Григорьевич Кузнецов (5 сентября 1941, Котельнич, Кировская область — 13 апреля 2022, Москва) — советский и российский философ, специалист в области логики и философии науки. Доктор философских наук (1992), профессор (1996), заведующий кафедрой философии и методологии науки Московского университета (с 2003). Заслуженный профессор МГУ (2006).

## Биография
В 1973 году окончил философский факультет МГУ, затем — аспирантуру там же (1976), с этого времени работал на этом факультете (ассистент на кафедре логики, доцент на кафедре диалектического материализма). Кандидат философских наук (1976, канд. дисс. — «Логика изменения»), доцент (1985). Докторская диссертация — «Логико-методологический анализ герменевтики».
В 1990—2001 гг. — заместитель декана по научной работе философского факультета МГУ.
С 1994 года — профессор, с 2003 года — заведующий кафедрой философии и методологии науки Московского университета (преемник в последней должности профессора Александра Владимировича Панина).
В 1991—2001 гг. — главный редактор журнала «Вестник МГУ. Сер. Философия». Входил в редколлегию научно-теоретического журнала «Философия науки и техники».
Также занимался философией права.
Автор 137 опубликованных работ. Научный редактор «Словаря философских терминов» (М., 2001).
Другие работы:
- Герменевтика и гуманитарное познание / В. Г. Кузнецов. — М.: Издательство МГУ, 1991. — 191 с. — ISBN 5-211-01694-7